# うたエール
「うたエール」は、ゆずの配信限定シングル。2018年2月9日にセーニャ・アンド・カンパニーから配信。

## 概要
「恋、弾けました。」以来4ヶ月ぶりの配信シングル。
2017年末より実施された「ゆず2018プロジェクト with 日本生命」の一環として募集した2018名の“新メンバー”が参加した日本生命CM「あなたにエールを」編CMソング。リリース日は平昌オリンピック開幕当日で、平昌オリンピック・パラリンピック日本代表選手団をはじめ、日本へ、世界へ向けさまざまな人たちの背中を優しく押す応援歌となっている。
ミュージック・ビデオは2018年1月6日に、デビュー前からの路上ライブ開催地で“原点”ともいえる横浜・伊勢佐木町のイセザキモールにて、北川悠仁・岩沢厚治と新メンバー2018人の計2020人によって日本生命CMとともに撮影。北川・岩沢にとっては約20年ぶりの伊勢佐木町でのMV撮影となった。また、MV撮影に加え、アーティスト写真撮影はサーティーフォー保土ヶ谷球場、合同レコーディングは大さん橋ホールと、いずれも北川・岩沢の地元横浜で行われた。
「オリコン週間デジタルシングル（単曲）ランキング」では初登場で6位にランクインし、2017年12月から開始された同ランキングでは自身初のトップ10入りとなった。

## 収録曲
1. うたエール
作詞 : 北川悠仁 / 作曲 : 北川悠仁・蔦谷好位置 / Produced by ゆず & 稲葉貢一 / Sound Produced by 蔦谷好位置 & ゆず
日本生命CMソング
北川曰く、大前提として2018人と一緒に歌うことが決まっていたので、全員で一緒に歌えて楽しくワクワクするような曲がいいと考え、バラードよりも体がつい動いてしまう、2018人がみんなで動いて歌ってしまうような曲を目指した[6]。歌詞は悩んだ末、自分たちの歌はもしかして「歌のエールかな」みたいに感じ、歌っていると元気になって誰かを励ます気持ちで歌えたり、自分自身にも元気が沸き上がってくるような曲がいいと思って取り組んだとのこと[6]。音楽的にはオールドスタイルのブラスセクションの感じに、ヒップホップのリズムトラックみたいなものを取り入れることをすごく意識したという[6]。
もともと歌詞がつく前の「ラララ」だけの状態のデモ音源をCMを作っているチームがすごく気に入ったため「あなたにエールを」篇の前の「Play,Support. 葛西紀明選手・母の言葉」篇でオンエアされていたが、その後それを活かして欲しいというCMチームからの話を受け、ラララを使いながら上手に歌詞を当てはめていった[6]。
千葉ロッテマリーンズの井上晴哉選手の登場曲でもある。

## うたエール(弾き語りバージョン)
「うたエール(弾き語りバージョン)」（うたえーる・ひきがたりバージョン）は、ゆずの配信限定シングル。2018年7月20日にセーニャ・アンド・カンパニーから配信。

### 概要
ゆずは、2018年7月7日、8日に「YUZU ARENA TOUR 2018 BIG YELL」広島グリーンアリーナ公演を開催予定だったが、平成30年7月豪雨で西日本を中心に被害が拡大する中、被害の規模や公共交通機関の混乱、ファンの安全などを考慮し、同公演を中止。一部交通機関の復旧後、広島から横浜に戻って緊急ミーティングを行い、被害を目の当たりにする中で感じた「“ゆず”としてなにができるか」を考えた末、“歌”で支援を行うことを決意した。最新アルバム『BIG YELL』から“エール”と名のついた「うたエール」をセレクトし、元々弾き語りアレンジが存在しない曲であるためスタジオにてアレンジやコーラスワークを再構築。想いを歌に乗せ、ゆずの原点である弾き語りバージョンとして再レコーディングした。ジャケット写真は制作期間を設けずにレコーディングの合間に北川が手書きで執筆するなど、「1日でも早く曲を届けたい」という想いから異例のスケジュールで作品を完成させ、7月16日にはラジオオンエアが解禁された。7月20日から2019年1月20日まで主要配信サイトにて配信し、楽曲によるゆず、セーニャ・アンド・カンパニー、トイズファクトリー三者の収益金の全額を広島県に義援金として寄付する。
『第69回NHK紅白歌合戦』（NHK）ではこの弾き語りバージョンに「ありがとう 平成最後の大晦日」と紅白バージョンの歌詞とメロディーを一部追加し、北川直筆の歌詞テロップとともに披露。終盤にはギターを弾くのを止め、マイクからも離れ、オフマイク状態のアカペラで1フレーズを歌唱した場面もあった。
オリコンデジタルシングルランキングでは「公園通り」から2作連続でデイリー1位を獲得し、週間チャートでも自身最高の2位で初登場。順位、ダウンロード数ともにオリジナルバージョンを上回った。ビルボードジャパンの各ランキングではオリジナルバージョンと同一作品とみなされたため、オリジナルバージョンの記録した順位を上回り、各ランキングの最高位を更新した。

### 収録曲
1. うたエール(弾き語りバージョン)[7]
  - 作詞 : 北川悠仁 / 作曲 : 北川悠仁・蔦谷好位置